# Anschuldigung
Eine Anschuldigung wird sowohl umgangssprachlich für eine Infamie, Bezichtigung, Unterstellung, Beschuldigung oder einen Vorwurf als auch ausdrücklich als Rechtsbegriff verwendet.
Die Anschuldigung gibt es nur in der Wehrdisziplinarordnung (§ 99 WDO) und im Standesrecht für Steuerberater (§ 118 Abs. 1 StBerG), Rechts- und Patentanwälte (§ 131 Abs. 1 BRAO und § 116 Abs. 1 PAO). Im Rahmen der Anschuldigung werden Verfehlungen der genannten Berufsgruppen in einem formellen Verfahren überprüft.
Rechtlich ist die Anschuldigung von einer Anklage im Strafverfahren zu unterscheiden. Nach § 157 StPO wird prozessual terminologisch zwischen dem Beschuldigten, dem Angeschuldigten und dem Angeklagten unterschieden.